# Robert Gmitruczuk
Robert Gmitruczuk (ur. 11 października 1977 w Parczewie) – polski samorządowiec i urzędnik, w latach 2015–2023 wicewojewoda lubelski.

## Życiorys
Absolwent Wydziału Prawa i Administracji Uniwersytetu Warszawskiego. Należy do Prawa i Sprawiedliwości. Specjalizuje się w zakresie prawa administracyjnego i prowadzi własne gospodarstwo rolne w Walinnie. Od 2002 do 2006 był zastępcą wójta w gminie Wohyń, a w latach 2006–2008 – kierownikiem delegatury Lubelskiego Urzędu Wojewódzkiego w Białej Podlaskiej. Bezskutecznie kandydował z listy PiS do Parlamentu Europejskiego w 2004 oraz do Sejmu w 2005 (zdobywając 790 głosów), 2007 (zdobywając 1005 głosów) i 2019 (zdobywając 2212 głosów).
Od 2008 do 2011 pełnił funkcję sekretarza gminy Kodeń, następnie został szefem biura senatora Grzegorza Biereckiego. W 2014 wybrany na radnego powiatu radzyńskiego, z funkcji tej zrezygnował w 2015 w związku z wyborem na niepołączalne stanowisko.
W listopadzie 2015 stanął do konkursu o stanowisko wojewody lubelskiego, w którym pokonał go Przemysław Czarnek. 16 grudnia 2015 powołany na stanowisko wicewojewody.  W grudniu 2023 zakończył pełnienie funkcji wicewojewody. W kolejnym miesiącu został p.o. dyrektora Wojewódzkiego Szpitala dla Nerwowo i Psychicznie Chorych w Suchowoli.